# Солочинська сільська рада
| Солочинська сільська рада — орган місцевого самоврядування у Свалявському районі Закарпатської області з адміністративним центром у с. Солочин. Сільській раді підпорядковані населені пункти: - с. Солочин |

## Склад ради
Рада складається з 18 депутатів та голови.

## Керівний склад сільської ради
| ПІБ                        | Основні відомості                                                    | Дата обрання | Дата звільнення |
| -------------------------- | -------------------------------------------------------------------- | ------------ | --------------- |
| Туряниця Магдалина Іллівна | Сільський голова, 1957 року народження, освіта, член народної партії | 26.03.2006   | 31.10.2010      |
| Туряниця Магдалина Іллівна | Сільський голова, 1957 року народження, освіта вища, позапартійна    | 31.10.2010   |                 |

Примітка: таблиця складена за даними джерела

## Населення
За переписом населення України 2001 року в сільській раді мешкало 1205 осіб.

### Мова
Розподіл населення за рідною мовою за даними перепису 2001 року:
| Мова       | Відсоток |
| ---------- | -------- |
| українська | 99,55 %  |
| російська  | 0,45 %   |